# Путятино (Некрасовский район)
Путятино — село в Некрасовском районе Ярославской области России.
В рамках организации местного самоуправления входит в сельское поселение Красный Профинтерн, в рамках административно-территориального устройства — в Гребовский сельский округ.

## География
Расположено в 22 километрах к северо-востоку от центра города Ярославля.

## История
Каменный пятиглавый храм во имя Преображения Господня построен в 1776 году на средства прихожан. В начале XIX века сооружены ярусная колокольня и ограда с воротами. Престолов было три: во имя Преображения Господня; во имя святителя Николая, архиепископа Мир Ликийских, чудотворца; во имя благоверных князей Федора Смоленского и чад его Давида и Константина, Ярославских чудотворцев. В 1789 году в селе была построена еще одна церковь с престолами: Покрова Пресвятой Богородицы, Всех Святых и Святого Иоанна Златоуста.
В конце XIX — начале XX века село являлось центром Путятинской волости Ярославского уезда Ярославской губернии.
С 1929 года село являлось центром Путятинского сельсовета Некрасовского района, с 1951 по 1957 годы село входило в состав Толбухинского района, в 1980-е годы — в составе Гребовского сельсовета, с 2005 года — в составе сельского поселения Красный Профинтерн.

## Население
| 1859 | 2007 | 2010 |
| ---- | ---- | ---- |
| 410  | ↘130 | ↘129 |

Согласно результатам переписи 2002 года, в национальной структуре населения русские составляли 96 % из 111 жителей.

### Известные жители
- Маслов, Александр Петрович (1922—1945) — лётчик Великой Отечественной войны, Герой Советского Союза (1945).

## Достопримечательности
В селе расположена недействующая Церковь Спаса Преображения (1776).